# 种质
种质（英語：Germ plasm）或称为极质，英語：）是一些模式生物（例如秀麗隱桿線蟲、黑腹果蝇、非洲爪蟾）卵细胞的细胞质中存在的一块区域，其中含有发生生殖细胞世系的决定子。当合子经历有丝分裂时，种质最终仅限于形成胚胎的少数细胞。这些生殖细胞接下来迁移到性腺之中。